# 塞布利巴赫河
46°58′48″N 8°00′24″E / 46.97990°N 8.00678°E

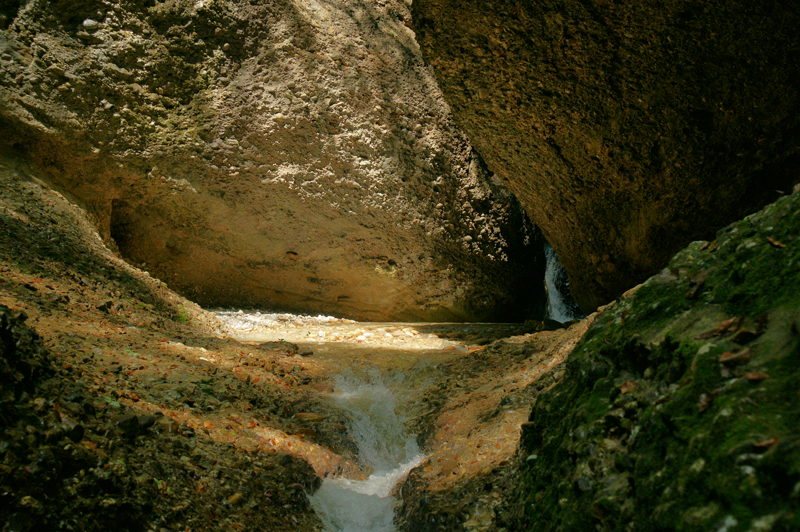

塞布利巴赫河是瑞士的河流，位於該國中部，流經盧塞恩州，屬於方坦河的支流，河道全長約5.2公里，流域面積12.3平方公里，河口處在羅莫斯以南。